# 馬賈爾卡
50°7′22″N 24°11′12″E / 50.12278°N 24.18667°E
馬賈爾卡（烏克蘭語：Мазярка），是烏克蘭西部的村莊，隸屬利維夫州的利維夫區。該村始建於1455年，面積1.07平方公里，海拔高度212米，2001年人口182。